# Kora Amanikere, Tumkur
Kora Amanikere là một làng thuộc tehsil Tumkur, huyện Tumkur, bang Karnataka, Ấn Độ.